# 이장희 (법학자)
이장희(李長熙, 1950년 2월 4일 ~ , 경북 경주)은 대한민국의 법학자, 대학교수이다. 한국외국어대학교 법학전문대학원 명예교수이다.

## 학력
- 1965.3～1968.2  부산상업고등학교 졸업
- 1969.3～1973.2  고려대학교 법과대학 졸(법학사)
- 1973.3～1975.2  서울대학교 대학원 졸(법학석사/국제법)
- 1980.9～1984.9  독일 킬크리스티안알브레히트대학교(Kiel Christian Albrecht University) 대학원 졸(법학박사/국제법)

## 경력

### 대학교
- 1987.3～2015.2   한국외국어대학교 법학전문대학원 교수(현재 명예교수)
- 1992.1～1998.1   한국외국어대학교 모의 UN총회 지도교수
- 1992.3～1993.3   한국외국어대학교 학보사 주간 및 편집인
- 1996.2～1998.2   한국외대 교수협의회 서울 부회장
- 2002.2～2004.2   한국외국어대학교 법과대학 학장
- 2006.2～2007.11  한국외국어대학교 대외부총장

### 전공 학술활동
- 2001.1～2002.1   대한국제법학회 회장 (감사,  연구이사, 부회장 역임)
- 2003.6～2005.6  세계국제법협회(ILA) 한국본부회장( 부회장 역임, 현재 이사)
- 2003.4～2005.4  안암법학회 회장
- 2008.3- 2010.2 한독법률학회 부회장
- 1991.9～현재    (사)아시아사회과학연구원 원장

### 국제 학술 활동
- 1992.1～1992.2   미국 하와이 East-West Center Fellow
- 1992.6～1992.7   독일 본(Bonn)대학교 객원 연구원(여름학기)
- 1995.7～1995.8   독일 하이델베르크 국제법․공법 막스프랑크연구소 객원 연구원(여름학기)
- 1996.10～1997.2  미국 Yale Law School 객원 연구원
- 1996.11～2005.6 ILA(세계국제법협회) 런던본부 난민절차위원회 상임위원
- 2005.6.～2013.4 ILA런던본부 지속가능한 발전위원회 상임위원
- 2013.5.～현재    ILA 런던본부  “Use of Force”  상임위원회  위원
- 2006.4～현재     네델란드 헤이그 국제상설중재재판소(PCA) 재판관.
- 2005.9～현재     이태리 SANREMO 국제인도법 학술대회 대한적십자사 대표로 매년 참석.
- 2013.2～현재    Advisory Board, Korean Journal of International & Comparative Law,Korean Society of International Law.
- 2013.2～현재  Member of  Editorial Board, HUFS Global Law  Review, The Law Research Institute of Law School, HUFS.

### 정부 정책자문 활동
- 1995.3.～현재     대한적십자사 인도법 자문위원,  자문위원장
- 1996.4～1996.10  경찰청 치안연구소 연구위원(위촉)
- 2005.7～2006.3   국무총리실 노근리사건희생자심사보고서 작성기획단 단장
- 2005.9～2007.9   교육부 사학분쟁조정위 위원
- 2005.12～2006.6  교육부 사학법시행령개정위원장
- 2006.9～2008.9   교육부 임시이사후보심사위원회 위원장
- 2007.12.～2009.10. 교과부 사학분쟁조정위 위원
- 2007.11～2009.3  통일부 남북관계발전위원회 민간위원
- 2001.6.～현재     외교통상부 외규장각 문제 정책자문위원
- 2003.7～2005.7   민주평통 정치외교분과위 상임위위원장 겸 운영위원
- 2006.11～2008.3  대통령자문 국가정책기획위원회 위원, 통일외교안보위원장
- 2007.10.4        제2차 남북정상회담 대통령 자문위원
- 2007.9～2009.9   교과부 사립대총장승인심사위원회 위원
- 2008.11.～현재   경상북도지사 독도수호 법률자문위원
- 2006.9～2009.9  (재)동북아역사재단 이사
- 2007.4.～현재    해양경찰청 국제해양법위원 (위원장 역임)
- 2011.10. -현재   외교통상부 한일청구권 협정 대책 TF 팀 자문위원.

### 시민사회 봉사
- 2006.3～현재    (사)한반도평화를 위한 국회의원․시민단체 협의회 상임공동대표
- 2007.3～현재    시민사회신문 공동대표
- 2009.10～현재   아시아투데이(일간지) 상임고문
- 2011.9.～ 현재  서울 타임스(주간지) 고문.
- 2005.9～현재    국제엠네스티 한국지부 법률가위원회 위원. 위원장,명예위원장
- 1999.9～현재    (사)민화협 정책위원장, 공동의장, 상임의장
- 2005.9～현재    (사)언론인권센터 부이사장, 이사장, 명예이사장
- 1992.2.～2003.2(사)경실련통일협회 이사, 정책위원장, 운영위원장(현재:  지도위원)
- 2000.12～현재   (사)통일교육협의회 통일교육연구소장.공동의장.상임공동의장. 고문
- 2001.9～현재    (사)평화통일시민연대 상임공동대표
- 2003.9～현재    (사)남북경협국민운동본부 상임대표
- 2005.3. ～현재  (사)세계역사 NGO 포럼 이사, 공동대표
- 2005.3 ～현재   동아시아역사네트워크  상임공동대표

## 상훈
- [대한국제법학회]로부터 [현민 학술상] 수상(2001)
- [정부]로부터 [국민훈장모란장] 수상.(2004.12)
- 한국외대 총장으로부터 한국외대 학술 업적 평가, 법과대학 최우수상 (2000년, 2004년, 2006년 수상 3회)
- 교육부총리 감사패(2006.6)

## 학술 연구업적

### 주요 저서 및 공저
- [Global Legal Issues 2012 I ],(공저)(서울: 한국법제연구원, 2012.12.),pp.201-218.  "일제 강제징용 피해자 법적 구제 및 정책과제“
- [한일협정 50년사의 재조명II],(공저)(서울: 동북아역사재단, 2012.12.)
- [한일협정 50년사의 재조명I],(공저)(서울: 동북아역사재단, 2012.10.)
- [1910년 ‘한일병합조약’의 역사적.국제법적 재조명],(공저)(서울: 도서출판 아사연, 2011.9.)
- [독일연방공화국 60년. 1949-2009 분단국가에서 민주통일 국가로],(공저)(서울: 도서출판 오름, 2009)
- [ International Legal Issues in Korea-Japan relations](공저)(Seoul: North Asian History Foundation, 2008)
- [한-미 주둔군지위협정(SOFA)범죄에 대한 경찰초동수사 개선방안],(서울: 도서출판 아사연, 2007)
- [한국정전협정과 동북아시아 새 평화체제 구축](공저)(서울; 도서출판 아사연, 2007)
- [바른 한일어업협정안](공저)(서울; 우리영토, 2007)
- [남북합의서의 법적 쟁점과 정책 과제](공저)(서울: 도서출판 아사연, 2007)
- [중간수역의 법적 성격과 훼손문제](공저)(서울: 우리영토, 2006)
- [신한일어업협정폐기와 금반언효과](공저)(서울: 우리 영토, 2006)
- [현대국제조약집](공저)(서울: 도서출판 아사연, 2005)
- [동북아지역안보의 현안이쓔와 향후 전망](공저)(서울: 도서출판 아사연, 2004)
- [6.15이후 북한법의 변화와 전망](공저)(서울:도서출판 아사연, 2003)
- [통일교육의 활성화를 위한 과제와 정책방안](공저)(서울: 도서출판 아사연, 2003)
- [이라크 전후 국제질서의 쟁점과 과제](공저)(서울: 도서출판, 아사연, 2003)

### 주요 연구논문
- “제3차 북핵실험과 국제법적 쟁점 검토”, 외법논집,제38권 제1호,2014년 2월.
- “ UN 안보리의 ICJ 제소 권고와 독도영유권 문제”, 독도논총 7권 1호, 2013년 11월 30일, 독도조사연구학회,
- Jang-Hie Lee, "Legal Issues Regarding the Application of the International Humanitarian Law on the Use of Force of New Weapons Technology", HUFS Global Law Review,Vol.5.August 2013,Number 2, Center for International Legal Studies , The Law Research Institute of Law School, Hankuk University of Foreign Studies.
- “국제법상 ‘보호책임’의 개념성립과 적용사례”,외법논집,제37권 제1호,2013년 2월.
- "통일후 조중국경조약의 국가승계문제”, 백산학보 제91호, 2011년 12월,
- "패드라 브랑카(싱가포르)/플라우바투푸티로(말레이시아)도서 영유권 분쟁에 대한 국제법적             분석“, 고려법학 제52호, 2009.
- “안중근재판에 대한 국제법적 평가”, [외법논집] 33집 2호, 2009.
- “도교국제군사재판과 뉘른베르크국제군사재판에 대한 국제법적비교연구”, [동북아역사논총] 제25호, 2009.
- “핵무기비확산체제의 분석과 국제법적 평가”, 고려법학, 제50호,2008.
- “노르웨이-영국의 직선기선의 분쟁이 영유권문제에 주는 국제법적 함의”, [외법논집], 제25호, 2007.
- “전략물자 반출입에 대한 법제도적 문제점과 정책방안” 외법논집 제18집, 2005.
- “한-미 SOFA와 타국 SOFA와의 비교-형사관할권 시설.구역의 불평등성을 중심으로”, 외법논집 13집, 2002.
- “6.29 서해교전과 북방한계선에 대한 국제법적 검토”, 외법논집 12집, 2002.
- “서해 5도의 국제법적 쟁점과 그 대응방안”, 외법논집 제10집 2001
- “국제대인지뢰금지협약의 동시가입의 검토”, 외법논집 제9집, 2000.